# Ipothalia mixta
Ipothalia mixta är en skalbaggsart som beskrevs av Cenek Podany 1978. Ipothalia mixta ingår i släktet Ipothalia och familjen långhorningar.
Artens utbredningsområde är Filippinerna. Inga underarter finns listade i Catalogue of Life.